# Испанизмы
Испани́змы — заимствованные из испанского языка слова и обороты речи, построенные по испанскому образцу в каком-либо другом языке.
Они не столь многочисленны в европейских языках, как, например, латинизмы и грецизмы, а в русском языке далеко не настолько представлены как, например, тюркизмы и галлицизмы.

## Испанизмы в русском языке
Примеры:
- анчоус, армада, асьенда,
- банан, болеро,
- ваниль,
- гитана, гитара,
- жасмин,
- камарилья, каннибал, карамель, кастаньеты, компрачикос, компрадор, коррида,
- лимон,
- маис, мангуст, мантилья, мачете,
- наваха,
- патио,
- ранчо, романс, румба,
- саванна, сеньор, серенада, сигара, сиеста, силос, сомбреро,
- табак, танго, томат, торнадо,
- фиеста,
- херес, хунта,
- эльдорадо, эмбарго